# Cosgrove Hall Films
Cosgrove Hall Films (aka Cosgrove Hall Productions) fue un estudio británico de animación fundado por Brian Cosgrove y Mark Hall; su sede estaba en Chorlton-cum-Hardy, Mánchester. Cosgrove Hall fue alguna vez un reconocido productor de televisión infantil y programas de animación; los programas de Cosgrove Hall's todavía son vistos en más de 80 países. La compañía fue cerrada por su fundador, ITV plc, el 26 de octubre del 2009.

## Historia

### Stop Frame Productions
Brian Cosgrove y Mark Hall se conocieron cuando eran estudiantes en la Manchester College of Art and Design, la cual actualmente es parte de la Manchester Metropolitan University.  Tiempo después fueron compañeros de trabajo en Granada Television, donde produjeron gráficos de televisión.
Hall dejó su trabajo en 1969 y fundó su propia compañía de producción, Stop Frame Productions. Cosgrove se unió a la compañía un poco después de su establecimiento. Sus primeros proyectos, para Stop Frame, incluyen películas de servicios públicos y comerciales de televisión para empresas como TVTimes. Desde 1971 hasta 1972, la empresa publicó series animadas, The Magic Ball, el cual crearon en un cobertizo localizado en el patio del padrastro de Brian Cosgrove. Hall dirigió dos producciones animadas para Stop Frame, Captain Noah and His Floating Zoo, publicado en 1972, y la serie de televisión, Noddy, transmitido en 1975. Igualmente la compañía produjo la apertura de créditos y gráficos para series infantiles como Rainbow en 1972.

### Cosgrove Hall Films
Stop Frame Productions detuvo su producción, y cerró, en 1975. Sin embargo, Cosgrove y Hall fueron capaces de encontrar nuevo trabajo en animación, específicamente gracias a los trabajos realizados en las series anteriores de 1972Rainbow. El productor de Rainbow, Thames Television, una compañía de ITV, creó un nuevo estudio de animación llamado Cosgrove Hall Films. Thames contrató y puso en marcha a Cosgrove y Hall como animadores para crear nuevos programas animados, para este nuevo estudio, basándose en su anterior trabajo con Rainbow. Thames Television también contrató a John Hambley como primer productor ejecutivo de Cosgrove Hall Films.
En 1993 la posesión de Cosgrove Hall fue transferida a Anglia Television, seguido de la pérdida de licencia de Thames' ITV y seguido de una serie de adquisiciones y fusiones, la posesión finalmente perteneció a ITV plc.
Su primera serie fue Chorlton and the Wheeliesel personaje principal recibió su nombre gracias a los suburbios en Mánchester, en la que se basó la compañía (los nombres de los otros personajes fueron elegidos sobre ruedas ya que hace la animación stop-frame más fácil).
Danger Mouse fue uno de los éxitos internacionales del estudio. El estudio realizó 161 episodios entre 1981 y 1992. En cada uno, Danger Mouse, el mejor agente secreto del mundo, y su bien intencionado pero inútil compañero Penfold, combaten al malvado Baron Silas Greenback y otros villanos.
En 1983 el estudio realizó un corto de 75 minutos, The Wind in the Willows, basado en la historia clásica de Kenneth Grahame con el mismo nombre. Ganó un premio BAFTA y un premio Emmy Internacional. Seguido de esto, el estudio realizó 52-episode TV series basado en los personajes entre 1984 y 1990. Toda la música y canciones para la serie fue escrita por Keith Hopwood, después por Herman's Hermits y Malcolm Rowe. John Squire, guitarrista deThe Stone Roses trabajó en estas series.
Count Duckula fue una parodia de la leyenda del Conde Drácula; el personaje principal es el único vampiro vegetariano en el mundo. Aspira a ser rico y famoso. Originalmente él era un villano en la serie de Danger Mouse, pero tuvo una serie spin-off en 1988 que rápidamente se convirtió en uno de los programas más exitosos de Cosgrove Hall. Ambos programas salieron al aire en Nickelodeon de Estados Unidos durante la década de 1980, y fue popular en los puestos del canal.
En 1987 el estudio produjo un largometraje de Roald Dahl llamado "The BFG", musicalización de Keith Hopwood y Malcom Rowe. Truckers, el primer libro de The Bromeliad, fue la primera colaboración del estudio con el exitoso autor Terry Pratchett. La serie de 1991 sigue el esfuerzo de un grupo de gnomos para regresar a casa, cuya nave chocó en la tierra obligándolos a aterrizar en la tierra hace 15,000 años.
En 1997 Cosgrove Hall films produjo dos series para el Canal 4 basadas en Wyrd Sisters y Soul Music, dos novelas de las series Discworld de Pratchett. En 1999, produjeron identificaciones para Cartoon Network cuando el canal europeo podía usarlas.
Una de las especialidades del estudio era producir programas para niños. Ellos realizaron 39 episodios de Noddy's Toyland Adventures (1992–1999) y 52 de Bill and Ben (2001) para BBC. Como Bill y Ben, los 52 episodios de Andy Pandy (2002) fueron basados en los personajes clásicos de 1950. Craig Gill el baterista deInspiral Carpets estuvo relacionado en las primeras etapas del proyecto, a pesar de que la música y canciones fueron escritas por Keith Hopwood y Phil Bush. En Australia todos ellos fueron transmitidos por ABC, aunque Danger Mouse, Count Duckula y Alias the Jester más tarde emitidos por Network Ten.
El estudio igualmente realizó Ghosts of Albion (2003), para la primera transmisión de BBC totalmente animada. Este cuento gótico se encuentra en un siglo XIX en Londres plagado de demonios. Los visitantes del sitio web pueden aprender sobre la producción y ayudar al desarrollo de la historia. El estudio igualmente produjo Scream of the Shalka, Doctor Who una historia animada para el sitio web de BBC. En 2006 animaron el primero y cuarto episodio que faltaba de la serie de Doctor Who The Invasion para un lanzamiento en DVD.
Otras animaciones realizadas por el estudio incluyen The Foxbusters, Victor and Hugo, Avenger Penguins, Jamie and the Magic Torch, Fetch the Vet y Albie. Igualmente produjeron nuevos episodios de Postman Pat. Además trataron de hacer su primer show de animación CGI "Theodore", pero fallaron, debido a que ITV estaba absorbiendo la empresa.
El músico y cantante de pop Bernard Sumner trabajó para Cosgrove Hall desde 1976 hasta 1979 como trazador.
En el 2008, poco después de que Granada Television se convirtiera en la única franquicia sobreviviente de la independiente televisión en Inglaterra y Gales, odos excepto cuatro empleados fueron despedidos por ITV, y se trasladaron 'internamente' a Granada Television Studios en Mánchester. Esto puso fin a 30 años del estudio en Chorlton. Las razones son complejas pero mayormente son resultado del dueño de la compañía de ITV Granada, falta de interés en invertir en Cosgrove Hall. Una revisión financiera decidió que la compañía ya no era viable. UK animation production industry está, en general, luchando debido a la competencia que cada vez se vuelve más dura desde, subsidiado por el estado, producción en países como Canadá, Francia y el Lejano Oriente, donde la industria está creciendo y muy favorablemente.
La compañía volvió a estar bajo revisión por ITV plc en octubre del 2009, siendo absorbida y dejando de existir pocos meses después.
El área ocupada por Cosgrove Hall's studios, en Albany Road, Chorlton, adyacente a la central telefónica de la ciudad, estuvo vacía durante dos años, en el verano de 2010 fue finalmente vendida a una compañía de desarrollo de viviendas. La intención era demoler los estudios y construir pisos para jubilación.[cita requerida]
Durante el 2012 fueron finalmente demolidos como parte del desarrollo anterior. Los exploradores urbanos que visitaron el sitio durante la demolición, encontraron y fotografiaron algunos modelos y fondos utilizados en las producciones anteriores. Casualmente, en abril de ese año se anunció que durante el verano anterior, antes de la muerte de Mark Hall, él y Brian Cosgrove habían lanzado la idea de resucitar la marca a los posibles inversionistas.
Brian Cosgrove es ahora productor ejecutivo en CHF Entertainment, como fue Hall hasta su muerte. El 18 de noviembre de 2011, fue anunciado que Mark Hall murió de cáncer a la edad de 75 años. Ahora, CHF Entertainment, está trabajando activamente en varias series de televisión como, 'Pip', que está dirigido para niños de preescolar, y 'Herogliffix' dirigido a niños mayores.

## Series y producciones

### 1970
- Sally And Jake (Thames para ITV 1974-1978)
- Noddy (1975 TV series)
- Chorlton and the Wheelies (Thames para ITV 1976-1979)
- Jamie and the Magic Torch (Thames para ITV 1976-1980)
- Grandma Bricks of Swallow Street (Thames para ITV 1977-1978)
- Captain Kremmen (1978–1980)
- The Talking Parcel (ITV 1978)
- Cinderella (1979)

### 1980
- Cockleshell Bay (1980–1986)
- The Pied Piper of Hamelin (Thames para ITV 1981)
- Danger Mouse (Thames para ITV 1981-1992) (Repetido en BBC2 2007-2009)
- The Wind in the Willows (Thames para ITV 1983-1988)
- Topsy and Tim (Thames para ITV 1984-1989)
- Alias the Jester (Thames para ITV 1985-1986)
- The Reluctant Dragon (Thames para ITV 1987)
- Creepy Crawlies  (ITV, 1987-1989)
- Count Duckula (Thames para ITV 1988-1992, Central para ITV 1993)
- A Tale of Two Toads (Thames para ITV 1989)
- The BFG (1989)

### 1990
- Oh, Mr. Toad (Thames para ITV, 1990)
- The Fool of the World and the Flying Ship (Thames para ITV, 1990)
- The Sandman (Asociado con MacKinnon Productions, Canal 4 corporación de televisión, 1991)
- Victor and Hugo (Thames para ITV 1991 – 1992)
- Terry Pratchett's Truckers (Thames para ITV 1992)
- Noddy's Toyland Adventures (BBC Worldwide 1992-2001)
- Sooty & Co. (Granada para ITV 1993-1998) (Solamente la secuencia de apertura)
- Avenger Penguins (1993–1994)
- Oakie Doke (BBC 1995-1996)
- Fantomcat (1995-1996)
- Sooty's Amazing Adventures (Meridian para ITV 1996-1997)
- Brambly Hedge (1996-1998)
- Enid Blyton's Enchanted Lands (1997)
- The Animal Shelf (1997–2000)
- Father Christmas and the Missing Reindeer (1998)
- Mimi & Scruff (como parte de Jamboree, 1998)
- Rocky and the Dodos (Central para ITV 1998)
- Rotten Ralph (FOX Family 1998-2001)
- Lavender Castle (CITV 1999-2000)
- The Foxbusters (1999-2000)

### 2000
- Fetch the Vet (ITV 2000-2001)
- Vampires, Pirates & Aliens (2000)
- Bill and Ben (CBBC/Cbeebies nueva versión - 2001-2003)
- Andy Pandy  (CBeebies nueva versión - 2002-2009)
- Engie Bengie (ITV 2002-2005)
- Little Robots (Creación limitada de TV y cine, 2002-2003)
- El circo de Jojo (Disney Channel, ITV, Family Channel, Star Utsav, y TG4, 2003-2007)
- Adventurers Masters of Time (2003)
- Postman Pat (2003–2008)
- Los hermanos Koala (Disney Channel, CBeebies, TVOKids, ABC Kids Australiano, Star Utsav, y TG4, 2004-2007)
- 100% People' (2004)
- Fifi y los Floriguitos (Nickelodeon's Nick Jr. 2006-2010)
- Albie (Canal 5 2000-2001)
- Kid Clones (2005)
- Doctor Who (Scream of the Shalka por internet, reconstrucción animada de The Invasion y The Infinite Quest.)
- The Likeaballs (2006)
- Roary, el carrito veloz (Nick Jr. 2007)
- Eddie Retractorhead (Nickelodeon 2008)
- Pocoyo (Asociado con Zinkia Entertainment)
- Danger Mouse (CBBC, 1981 - 1992) (no se debe confundir con la nueva versión 2015)

## Lanzamientos en DVD
La mayor parte de los trabajos, (producidos por Cosgrove-Hall, a lo largo de su historia) están ahora disponibles en DVD, hasta el momento la primera vez para algunos de ellos, como se indica a continuación.
- The BFG – En versión normal y digital, restauradas.
- The Pied Piper of Hamelin/The Reluctant Dragon (2002)
- Alias the Jester – La serie completa.
- Avenger Penguins – La serie completa.
- Chorlton and the Wheelies – La colección completa.
- Count Duckula - La colección completa.
- Danger Mouse - La colección clásica completa. *Noddy's Toyland Adventures - La colección completa.
- The Wind in the Willows - La colección completa.
- Truckers (serie de televisión) – La serie completa.